# クラモト
株式会社クラモトは、山口県下関市に本社を置いていた眼鏡販売会社である。「めがねのクラモト」の屋号で営業していた。

## 概要
1949年に国鉄下関駅前で創業し、1952年に有限会社倉本時計店として法人化。1994年に株式会社に改組。
1970年に日本初の視力検査車を試作して以来、店頭販売から訪問販売へと軸足を移すようになった。実店舗は下関市内に2店舗（下関駅前本店と安岡店）あった。訪問販売の拠点となる支店（店頭販売は行っていなかった）は近畿以西の各県に40カ所以上を数えていた。また、学校生協やJAなどの指定店ともなっていた。

## 業務停止命令から終焉へ
視力検査車を使った訪問販売では強引な販売が多発し、各地の消費相談センターへの相談が急増していた。これを受けて、2012年2月9日には四国経済産業局と愛媛県は特定商取引法第8条第1項違反（勧誘目的不明示、再勧誘、公衆の出入りしない場所での勧誘、迷惑勧誘）があったとして翌2月10日から同年8月9日までの6ヶ月間にわたる業務停止命令を出した。
この措置により信用は失墜し、取引銀行から新規融資を断られたことなどから、同年3月25日付で全従業員を解雇し、同月27日に山口地方裁判所下関支部に自己破産の申し立てを行い、同日破産手続開始決定となった。2014年12月18日付で破産手続が終結し、完全消滅した。

## 関連会社
- 株式会社ニッセツ - 視力検査車の製作・輸出を行っている。破産を免れ、現在も存続している。